# Friedrich Sommer (Politiker)
Friedrich Sommer (* 11. Dezember 1824 in Eisenach; † 29. Dezember 1898 in Erfurt) war Jurist und Mitglied des Deutschen Reichstags.

## Leben
Sommer besuchte die Schule in Eisenach und studierte Rechtswissenschaften an den Universitäten Heidelberg und Jena. Er ließ sich als Rechtsanwalt in Sondershausen nieder und promovierte 1874 zum Dr. jur.
Von 1874 bis 1881 war er Mitglied des Deutschen Reichstags für den Reichstagswahlkreis Großherzogtum Sachsen-Weimar-Eisenach 2 (Eisenach - Dermbach) und die Nationalliberale Partei.